# جوزف هاگرتی
جوزف هاگرتی (به انگلیسی: Joseph Hagerty) ژیمناست زادهٔ ۱۹ آوریل ۱۹۸۲ میلادی اهل کشور ایالات متحده آمریکا است.